# Тикуго
Тикуго (яп. 筑後市 Тикуго-си) — город в Японии, находящийся в префектуре Фукуока. Площадь города составляет 41,85 км², население — 48 509 человек (1 августа 2014), плотность населения — 1159,12 чел./км².

## Географическое положение
Город расположен на острове Кюсю в префектуре Фукуока региона Кюсю. С ним граничат города Куруме, Янагава, Яме, Мияма и посёлки Оки, Хирокава.

## Население
Население города составляет 48 509 человек (1 августа 2014), а плотность — 1159,12 чел./км². Изменение численности населения с 1980 по 2005 годы:
| 1980 | 41 698 чел. |  |
| 1985 | 43 359 чел. |  |
| 1990 | 43 835 чел. |  |
| 1995 | 45 289 чел. |  |
| 2000 | 47 348 чел. |  |
| 2005 | 47 844 чел. |  |

## Символика
Деревом города считается камфорное дерево, цветком — камелия сасанква.